# Navascués
Navascués en espagnol ou Nabaskoze en en basque est un village et une municipalité de la communauté forale de Navarre (Espagne).
Elle est située dans la zone non bascophone de la province, dans la mérindade de Sangüesa et à 62 km de sa capitale, Pampelune. Le castillan est la seule langue officielle alors que le basque n’a pas de statut officiel.

## Démographie
| Évolution démographique                                   | Évolution démographique | Évolution démographique | Évolution démographique | Évolution démographique | Évolution démographique | Évolution démographique | Évolution démographique | Évolution démographique | Évolution démographique | Évolution démographique |
| 1996                                                      | 1998                    | 1999                    | 2000                    | 2001                    | 2002                    | 2003                    | 2004                    | 2005                    | 2006                    | 2007                    |
| --------------------------------------------------------- | ----------------------- | ----------------------- | ----------------------- | ----------------------- | ----------------------- | ----------------------- | ----------------------- | ----------------------- | ----------------------- | ----------------------- |
| 222                                                       | 220                     | 223                     | 213                     | 219                     | 208                     | 203                     | 200                     | 208                     | 202                     | 196                     |
| Sources: Navascués et instituto de estadística de navarra |                         |                         |                         |                         |                         |                         |                         |                         |                         |                         |

La municipalité se sompose des villages suivants, selon la nomenclature de population publiée par l'INE (Institut National de Statistique).
| Nom village         | Pop. (2006) |
| ------------------- | ----------- |
| Aspurz              | 37          |
| Navascués (Conseil) | 146         |
| Ustés               | 19          |

### Sources
- (es) Cet article est partiellement ou en totalité issu de l’article de Wikipédia en espagnol intitulé « Navascués » (voir la liste des auteurs).